# 5052 Ненсірут
5052 Ненсірут (5052 Nancyruth) — астероїд головного поясу, відкритий 23 жовтня 1984 року.
Тіссеранів параметр щодо Юпітера — 3,590.